# الكسندر باومغارتنر
الكسندر باومغارتنر هو كاتب وشاعر سويسري، ولد في 27 يونيو 1841 في سانت غالن في سويسرا، وتوفي في 5 سبتمبر 1910 في لوكسمبورغ.